# Sîhnal, Kozeatîn
Sîhnal (în ucraineană Сигнал) este un sat în comuna Sokileț din raionul Kozeatîn, regiunea Vinnița, Ucraina.

## Demografie
Componența lingvistică a localității Sîhnal
     Ucraineană (98,24%)
     Rusă (1,38%)
     Alte limbi (0,13%)
Conform recensământului din 2001, majoritatea populației localității Sîhnal era vorbitoare de ucraineană (98,24%), existând în minoritate și vorbitori de rusă (1,38%).